# Morelmaison
Morelmaison är en kommun i departementet Vosges i regionen Grand Est (tidigare regionen Lorraine) i nordöstra Frankrike. Kommunen ligger i kantonen Châtenois som tillhör arrondissementet Neufchâteau. År 2022 hade Morelmaison 192 invånare.

## Befolkningsutveckling
Antalet invånare i kommunen Morelmaison
| Referens: INSEE |